# Campeonato Mundial de Ciclocrós de 1996
El XLVI Campeonato Mundial de Ciclocrós se celebró en Montreuil (Francia) el 4 de febrero de 1996 bajo la organización de la Unión Ciclista Internacional (UCI) y la Federación Francesa de Ciclismo.

## Medallistas
| Evento    | Oro                               | Plata                    | Bronce                |
| --------- | --------------------------------- | ------------------------ | --------------------- |
| Masculino | Adrie van der Poel · Países Bajos | Daniele Pontoni · Italia | Luca Bramati · Italia |

### Masculino
| Puesto            | Ciclista            | País         | Tiempo |
| ----------------- | ------------------- | ------------ | ------ |
| Medalla de oro    | Adrie van der Poel  | Países Bajos | 56:12  |
| Medalla de plata  | Daniele Pontoni     | Italia       | 56:12  |
| Medalla de bronce | Luca Bramati        | Italia       | 56:12  |
| 4                 | Henrik Djernis      | Dinamarca    | 56:21  |
| 5                 | Erwin Vervecken     | Bélgica      | 56:21  |
| 6                 | Emmanuel Magnien    | Francia      | 56:21  |
| 7                 | Dieter Runkel       | Suiza        | 56:33  |
| 8                 | Richard Groenendaal | Países Bajos | 56:33  |